# Schlagschrauber

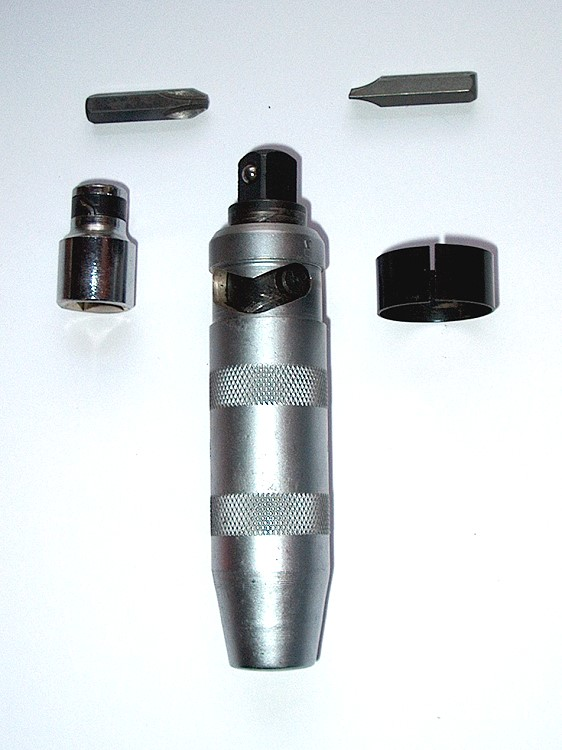
Mechanischer Schlagschrauber

Ein Schlagschrauber ist ein Handwerkzeug ohne Antrieb zum Eindrehen und insbesondere Lösen von Schrauben und Muttern durch einen kräftigen Hammerschlag auf den Vollmetallkopf. Dadurch wird ein wesentlich höheres Drehmoment erzeugt, das nicht am Werkzeug gegengehalten werden muss.
Der manuelle Schlagschrauber wird häufig eingesetzt, um festgerostete oder zu stark angezogene größere Schrauben und Muttern zu lösen, wenn mit einem normalen Schraubenzieher nur der Schraubenkopf beschädigt wird. Durch den Schlag wird z. B. ein Kreuzschlitz-Einsatz kräftig in die Schraube gedrückt und sitzt damit korrekt. Gleichzeitig wird über eine schiefe Ebene (Schnecke) und ein innenliegendes Gewinde die schlagende Kraft in eine entsprechend kräftige Drehbewegung umgesetzt.  
Das vom Schlagschrauber erzeugte Drehmoment kann so hoch sein, dass festgerostete Schrauben abgeschert werden. Abgebrochene Schrauben können mit einem Linksausdreher ausgedreht werden. 
Davon zu unterscheiden sind angetriebene Geräte wie die z. B. von der Reifenmontage bekannten Druckluftschrauber, Elektroschrauber oder Impulsschrauber oder Geräte mit hydraulischem Antrieb, die mit höherer Drehmomentgenauigkeit und niedrigerem Geräuschpegel auch in industriellen Montagelinien eingesetzt werden (Fahrzeugbau).  